# La diaria
La diaria ist eine spanischsprachige, uruguayische Zeitung aus Montevideo.
Die seit dem 20. März 2006 existierende Zeitung erscheint montags bis freitags. Sie hat dabei jeweils einen 16-seitigen Umfang. Ihr derzeitiger Chefredakteur ist Marcelo Pereira. Die nicht parteiengebundene Zeitung ist politisch links orientiert. Mit einer Auflage von 7.400 Exemplaren ist die nur im Abonnement erhältliche La Diaria gemessen an der Auflagenstärke die zweitgrößte Tageszeitung des Landes.